# Oficina Central de Estadística de Hungría
La Oficina Central de Estadística de Hungría (en húngaro: Központi Statisztikai Hivatal, KSH) es el organismo oficial encargado de recopilar, procesar y publicar estadísticas sobre Hungría, su economía y sus habitantes. La oficina ofrece información sobre los cuerpos gubernamentales y de administración pública, agencias públicas, organismos académicos, empresariales y de comunicación.
Por convención, la oficina se estableció en mayo de 1867. Tuvo su independencia el 18 de abril de 1871, teniendo como director a Keleti Károly. Desde junio de 2010, Gabriella Vukovich es presidenta de la oficina.